# Bardelló Bonacolsi
Bardelló Bonacolsi (en italià: Bardellone Bonacolsi) fou fill de Pinamonte Bonacolsi. Va aconseguir el poder a Màntua expulsant-ne el seu pare Pinamonte i barrant el pas a l'hereu designat Tomo Bonacolsi, als que va obligar a exiliar-se (gener del 1291) i es va proclamar rector i capità general perpetu.
Fou deposat el 2 de juliol de 1299 i forçat a abdicar. Va morir a Ferrara el 1300.
Es va casar amb Anastàsia, filla de Corsagnone da Riva i va deixar tres filles: Cecília i Dèlia (que foren monges franciscanes) i Alenfiore (filla natural).